# Mildred Natwick
Mildred Natwick (ur. 19 czerwca 1905 w Baltimore, zm. 25 października 1994 w Nowym Jorku) – amerykańska aktorka, sceniczna, filmowa i telewizyjna nominowana do Oscara za rolę drugoplanową w filmie Boso w parku.